# Museum für Puppentheaterkultur

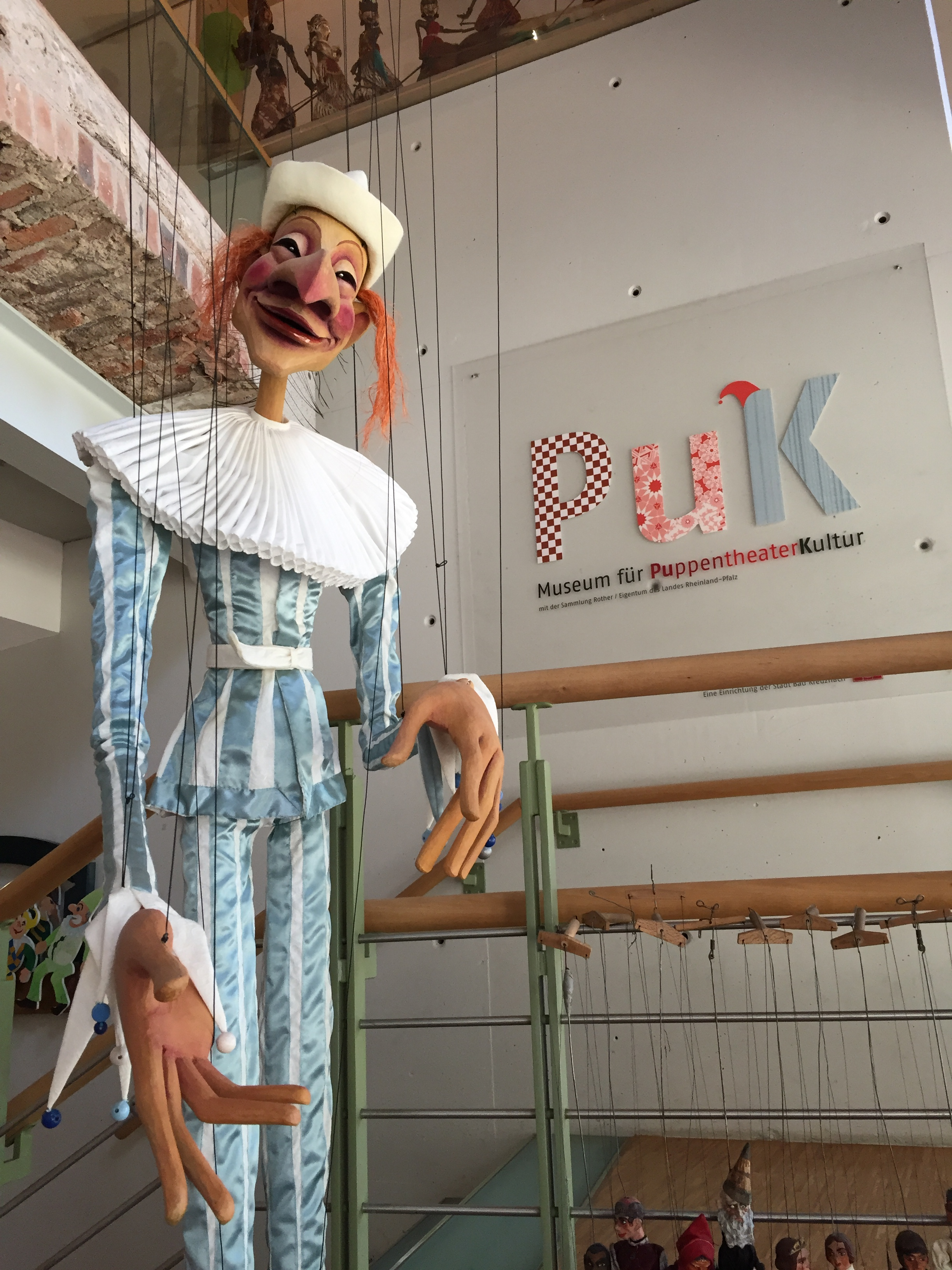
Museum für Puppentheaterkultur, Eingangssituation

Das Museum für PuppentheaterKultur (PuK) ist ein Museum in Bad Kreuznach mit angeschlossener Werkstatt, eigenem Theaterraum mit regelmäßigen Aufführungen und vielen Probierstationen zur Selbsterfahrung.

## Geschichte und Beschreibung
Das Museum für PuppentheaterKultur (PuK) wurde am 23. April 2005 eröffnet und beherbergt im Kern die umfangreiche Sammlung von Karl-Heinz Rother (1928–2010), die heute Eigentum des Landes Rheinland-Pfalz ist, sowie viele weitere Werke des Puppentheaters (PuK-Sammlung).
Auf 750 m² Fläche zeigt eine Dauerausstellung die Welt des Figurentheaters. Ausgestellt werden die unterschiedlichen Spielformen des Puppentheaters aus aller Welt sowie die Bandbreite des Figurentheaters des 20. Jahrhunderts in Deutschland. Die Entwicklung des Puppentheaters von volkstümlicher Unterhaltung zu einer eigenständigen Theatergattung und auch des TV-Puppentheaters wird anschaulich gemacht. Zusätzlich gibt es jährlich Sonderausstellungen, so im Jahre 2008 zu Astrid Lindgren und zum Lebenswerk von Albrecht Roser.
Dauerhaft sind unter anderem viele bedeutende Vertreter des Puppentheaters zu sehen, so der originale Hohnsteiner Kasper von Max Jacob, das Kölner Hänneschen-Theater, Inszenierungen von Carl Schröder oder auch das funktionstüchtige Fliewatüüt und die komplette Inszenierung der drei Aufgaben aus der TV-Produktion Robbi, Tobbi und das Fliewatüüt, gebaut und gespielt von Albrecht Roser, Friedrich Arndt, Rudolf Fischer und anderen. Die Ausstellungskonzeption sowie die Veranstaltungsreihen stellen auch das zeitgenössische Figurentheater in den Fokus der Betrachtung.

## Museumsfiguren (Auswahl)
- Bernd das Brot
- Li-La-Launebär
- Spejbl und Hurvínek
- Käpt’n Blaubär und Hein Blöd aus den Sendungen Die Sendung mit der Maus, Käpt’n Blaubär Club und Blaubär und Blöd
- Robbi und Tobbi aus dem mehrteiligen Fernsehfilm Robbi, Tobbi und das Fliewatüüt
- Paschik aus der Serie Kater Mikesch der Augsburger Puppenkiste
- Herr von Bödefeld aus der Serie Sesamstraße